# Sven Smeets
Sven Smeets é um engenheiro belga de Fórmula 1. Atualmente, ele é o diretor esportivo da equipe de Fórmula 1 da Williams.

## Carreira
Smeets começou sua carreira no automobilismo em 1993 como copiloto de rali e se tornou o navegador de Freddy Loix em 1995, com quem alcançou inúmeros sucessos enquanto competia no Campeonato Mundial de Rali. Em 2005, o belga se juntou à Citroën como copiloto de François Duval, vencendo juntos o rali de encerramento da temporada na Austrália.
Em 2008 Smeets tomou a decisão de terminar sua passagem como copiloto, mas se manteve nos ralis e posteriormente tornou-se o gestor da equipe da Citroën Racing, num período em que a equipe francesa conquistou vários Campeonatos de Pilotos e Construtores. Como o novo chefe de equipe, ele combinou suas funções nos campeonatos Campeonatos de Pilotos e Construtores como também se tornando o chefe de equipe do programa Peugeot Sport LMP1. Em busca de um novo desafio Smeets se mudou para a Alemanha para se tornar gestor da equipe da Volkswagen Motorsport em 2012, antes de sua estreia no Campeonato Mundial de Rali em 2013.
2013 foi um ano recorde para a equipe alemã, no qual eles garantiram os Campeonatos de Pilotos e Construtores na primeira tentativa e venceram 10 dos 13 ralis inscritos, encerrando assim o período de domínio da Citroën. O sucesso incomparável da equipe continuou nos três anos seguintes, vencendo os Campeonatos de Pilotos e Construtores em 2014, 2015 e 2016. Smeets continuou sua carreira na Volkswagen Motorsport, tornando-se diretor de automobilismo em 2016, cargo que ocupou por cinco anos. Em 2021, ele deixou a Volkswagen e se juntou à equipe de Fórmula 1 da Williams como seu diretor esportivo, reunindo-se novamente com seu antigo chefe Jost Capito.
Em sua função atual, Smeets é responsável pela governança esportiva e representação da equipe em todos os assuntos esportivos relacionados à FIA, outras equipes e associações de automobilismo. Ele desempenha um papel fundamental no apoio aos pilotos da equipe, inclusive sendo responsável pela Williams Driver Academy, além de ter responsabilidade geral pela equipe de corrida.